# Mannophorus
Mannophorus is een kevergeslacht uit de familie van de boktorren (Cerambycidae). De wetenschappelijke naam van het geslacht werd voor het eerst geldig gepubliceerd in 1854 door LeConte.

## Soorten
Mannophorus omvat de volgende soorten:
- Mannophorus forreri Bates, 1885
- Mannophorus laetus LeConte, 1854